# Killer Moth
Killer Moth är en fiktiv figur i DC Comics. Han dök upp för första gången i Batman #63, som publicerades 1951. Figuren skapades av Bill Finger och Lew Schwartz, och introducerades som en motståndare till Batman.
Killer Moth bör ej förväxlas med Firefly, en annan Batmanskurk som bär en liknande dräkt.

## Fiktiv biografi
Figuren var ursprungligen en småbrottsling vid namn Drury Walker som, vid fixering av berömmelse och identitetsförändring, antog den dubbla identiteten i samhället som miljonären Cameron Van Cleer och som den maskerade superskurken Killer Moth. Han arbetade som en anställd vapenman för Gothams gangstrar, men hans geniala vapen, inklusive hans kokongpistol, skyddade honom inte från att bli besegrad av Batman och Batgirl. Så småningom sålde han sin själ för att bli det kraftfulla malmonstret Charaxes, men förlorade sitt mänskliga intellektet på köpet. Som Charaxes dödades han av Superman-Prime. Genom åren har en eller flera icke-namngivna personer antagit namnet Killer Moth och använt liknande kostymer. Det är okänt om någon av dessa är Drury Walker, som återuppstått från de döda, eller inte.

## Krafter och förmågor
Killer Moth har inga övernaturliga krafter. Istället använder han sig av vapen och andra redskap. Han använder en dräkt med specialgjorda vingar, som ger honom förmågan att flyga. Hans urval av vapen inkluderar en "kokongpistol", som sveper in offret i ett kokongliknande hölje, samt en pistol som avfyrar starka, ekolodiska vågor.